# Мальцев Віктор Федорович
Віктор Федорович Мальцев (22 червня 1917, місто Катеринослав, тепер Дніпро — 1 жовтня 2003, місто Москва) — радянський діяч, залізничник, дипломат, голова Іркутського облвиконкому, 1-й заступник міністра закордонних справ СРСР, надзвичайний і повноважний посол СРСР у Швеції, Фінляндії, Індії та Югославії. Кандидат у члени ЦК КПРС у 1971—1976 роках. Член ЦК КПРС у 1976—1989 роках. Депутат Верховної Ради СРСР 10—11-го скликань.

## Життєпис
Трудову діяльність розпочав у 1934 році електрозварником.
У 1941 році закінчив Новосибірський інститут військових інженерів залізничного транспорту.
У 1941—1946 роках — інженер, старший інженер, начальник відділу Красноярської залізниці.
Член ВКП(б) з 1945 року.
У 1946—1951 роках — начальник відділу, заступник начальника управління шляху Далекосхідного округу залізниць.
У 1951—1954 роках — слухач Московської академії залізничного транспорту.
У 1954—1961 роках — заступник начальника Східно-Сибірської залізниці.
У вересні 1961 — січні 1963 року — секретар Іркутського обласного комітету КПРС.
14 грудня 1962 — 24 грудня 1964 року — голова виконавчого комітету Іркутської промислової обласної ради депутатів трудящих.
У грудні 1964 — грудні 1965 року — секретар Іркутського обласного комітету КПРС.
21 грудня 1965 — 16 лютого 1967 року — голова виконавчого комітету Іркутської обласної ради депутатів трудящих.
8 квітня 1967 — 17 травня 1971 року — надзвичайний і повноважний посол СРСР у Королівстві Швеція.
16 травня 1971 — 27 грудня 1973 року — надзвичайний і повноважний посол СРСР у Фінляндській Республіці.
2 січня 1974 — 24 грудня 1977 року — надзвичайний і повноважний посол СРСР у Республіці Індія.
У листопаді 1977 — травні 1986 року — 1-й заступник міністра закордонних справ СРСР.
27 травня 1986 — 28 листопада 1988 року — надзвичайний і повноважний посол СРСР у Соціалістичній Федеративній Республіці Югославія.
З 1988 року — персональний пенсіонер союзного значення в Москві. 
Помер 1 жовтня 2003 року. Похований на Троєкуровському цвинтарі.

## Нагороди і звання
- орден Жовтневої Революції (1977)
- орден Трудового Червоного Прапора (1962)
- орден Дружби народів (1987)
- орден «Знак Пошани» (1957)
- ордени
- медалі
- надзвичайний і повноважний посол СРСР